# Episodi di Taxi (terza stagione)
La terza stagione della serie televisiva Taxi è stata trasmessa in anteprima negli Stati Uniti d'America dalla ABC tra il 19 novembre 1980 e il 21 maggio 1981.
| nº | Titolo originale               | Titolo italiano | Prima TV USA     | Prima TV Italia |
| -- | ------------------------------ | --------------- | ---------------- | --------------- |
| 1  | Louie's Rival                  |                 | 19 novembre 1980 |                 |
| 2  | Tony's Sister and Jim          |                 | 26 novembre 1980 |                 |
| 3  | Fathers of the Bride           |                 | 3 dicembre 1980  |                 |
| 4  | Elaine's Strange Triangle      |                 | 10 dicembre 1980 |                 |
| 5  | Going Home                     |                 | 17 dicembre 1980 |                 |
| 6  | The Ten Percent Solution       |                 | 7 gennaio 1981   |                 |
| 7  | The Call of the Mild           |                 | 21 gennaio 1981  |                 |
| 8  | Latka's Cookies                |                 | 5 febbraio 1981  |                 |
| 9  | Thy Boss' Wife                 |                 | 12 febbraio 1981 |                 |
| 10 | The Costume Party              |                 | 19 febbraio 1981 |                 |
| 11 | Elaine's Old Friend            |                 | 26 febbraio 1981 |                 |
| 12 | Out of Commission              |                 | 12 marzo 1981    |                 |
| 13 | Zen and the Art of Cab Driving |                 | 19 marzo 1981    |                 |
| 14 | Louie's Mother                 |                 | 26 marzo 1981    |                 |
| 15 | Bobby's Roommate               |                 | 9 aprile 1981    |                 |
| 16 | Louie Bumps into an Old Lady   |                 | 16 aprile 1981   |                 |
| 17 | Bobby and the Critic           |                 | 30 aprile 1981   |                 |
| 18 | On the Job (Part 1)            |                 | 7 maggio 1981    |                 |
| 19 | On the Job (Part 2)            |                 | 14 maggio 1981   |                 |
| 20 | Latka the Playboy              |                 | 21 maggio 1981   |                 |